# Anomala microda
Anomala microda är en skalbaggsart som beskrevs av Zhang och Lin 2008. Anomala microda ingår i släktet Anomala och familjen Rutelidae. Inga underarter finns listade i Catalogue of Life.